# آزاتک
آزاتِک (به ارمنی: Ազատեկ) یک روستا در ارمنستان است که در استان وایوتس‌جور واقع شده‌است. آزاتک در ۲۴ کیلومتری جنوب شرق یغگنادزور، مرکز استان وایوتس‌جور واقع شده است.
ساکنین آزاتِک در سال ۱۸۲۸ از شهر سلماس به این منطقه مهاجرت کردند.

## خصوصیات
آزاتک ۶۰۰ نفر جمعیت دارد و در ارتفاع ۱۶۲۵ متر بالاتر از سطح دریا قرار گرفته است.